# Gouvernement Félix Gouin
Pour les articles homonymes, voir Gouvernement Gouin.
Gouvernement provisoire de la République française
Charles de Gaulle II Georges Bidault I
Le gouvernement Félix Gouin a été le gouvernement de la France du 26 janvier 1946 au 12 juin 1946.
En désaccord avec l'Assemblée constituante sur la conception de l'État et le rôle des partis, le général de Gaulle remet sa démission à Félix Gouin, alors président de l'Assemblée, en dépit des efforts de ce dernier pour l'amener à revenir sur sa décision. Les Républicains populaires sont divisés : certains sont d'avis de suivre De Gaulle dans sa retraite ; d'autres craignent le risque de crise qu'une solution bipartite socialo-communiste ferait courir au pays. Une lettre du général Pierre Billotte assurant l'intérim du Chef d'État major, le général Juin alors en mission à Londres fait pencher la balance pour la participation au gouvernement.
Les trois partis au pouvoir, le MRP, la SFIO et les communistes décident de poursuivre le système de coalition tripartite inauguré avec le général de Gaulle et confient la présidence du gouvernement provisoire à Félix Gouin. Ce dernier répartit les portefeuilles entre les trois partis et laisse à leurs chefs, Thorez pour le PCF et Bidault pour le MRP, le soin d'en désigner les titulaires, affaiblissant ainsi son autorité sur les membres de son cabinet et renforçant l'influence des partis.
Restent deux postes impopulaires, le Ravitaillement et les Finances. Le premier est confié à un bon technicien, Longchambon ; pour le second, le Parti radical, exclu du partage, interdit à Mendès-France de l'accepter. Il revient de guerre lasse au socialiste André Philip.

## Chronologie

### 1946
- 20 janvier : Démission du général de Gaulle, et fin du deuxième gouvernement Charles de Gaulle.
- 23 janvier : Félix Gouin, est investi par l'Assemblée nationale président du Gouvernement provisoire de la République par 497 suffrages sur 555 votants[3].
- 29 janvier : le Gouvernement tripartite obtient la confiance de l'Assemblée par 503 voix contre 44[3].
- En janvier, Plan Monnet.
- 25 février : Rétablissement de la semaine de 40 heures et loi sur la rémunération des heures supplémentaires.
- 28 février : Accord franco-chinois prévoyant un statut spécial pour les Chinois résidant en Indochine française.
- 18 mars : La Guadeloupe, la Martinique, la Guyane et La Réunion reçoivent le statut de département d'outre-mer.
- 27 mars : Création de la Fédération nationale des syndicats d'exploitants agricoles (FNSEA).
- 8 avril : Marcel Paul opère la nationalisation du gaz et de l'électricité avec la création de deux établissements publics pour gérer la production, le transport et la distribution de l'électricité (Électricité de France, EDF) et le gaz (Gaz de France, GDF).
- 9 avril : Loi Marthe Richard sur la fermeture des maisons de tolérance.
- 19 avril : Adoption par l'Assemblée constituante du Projet de constitution.
- 25 avril : Nationalisation des grandes compagnies de l'Assurance.
- 5 mai : Référendum rejetant le premier projet de Constitution.
- 16 mai : Loi sur les Comités d'entreprise (Ambroise Croizat). Elle double le nombre d'entreprises concernées en réduisant le seuil d'effectif à 50 salariés. Les heures de délégation des salariés élus sont doublées. Cette loi ajoute au pouvoir de l'institution le droit d'information obligatoire (et non plus de consultation) sur les bénéfices et les documents remis aux actionnaires ainsi que l'assistance d'un expert-comptable.
- 17 mai : Loi créant les Charbonnages de France (CDF).
- 22 mai : Ordonnance portant généralisation de la sécurité sociale.
- 29 mai : Ambroise Croizat annonce la suppression de l'abattement de 10% sur le salaire féminin (arrêté du 30 juin 1946).
- 2 juin : Élection de la seconde Assemblée Nationale Constituante.
- 12 juin : Fin du gouvernement Félix Gouin.
- 16 juin : le général de Gaulle définit les grandes lignes d'un projet de constitution.
- 22 juin : Statut national du personnel des industries électriques et gazières (Marcel Paul).
- 24 juin : Début du gouvernement Georges Bidault

## Composition

### Président du Gouvernement
| Image | Fonction                             |  | Nom         | Parti |
| ----- | ------------------------------------ |  | ----------- | ----- |
|       | Président du gouvernement provisoire |  | Félix Gouin | SFIO  |

### Vice-présidents du Conseil
| Image | Fonction                  |  | Nom            | Parti |
| ----- | ------------------------- |  | -------------- | ----- |
|       | Vice-président du Conseil |  | Francisque Gay | MRP   |
|       | Vice-président du Conseil |  | Maurice Thorez | PCF   |

### Ministres
| Image | Fonction                                                      |  | Nom                     | Parti |
| ----- | ------------------------------------------------------------- |  | ----------------------- | ----- |
|       | Garde des sceaux                                              |  | Pierre-Henri Teitgen    | MRP   |
|       | Ministre de l'Intérieur                                       |  | André Le Troquer        | SFIO  |
|       | Ministre des Armées                                           |  | Edmond Michelet         | MRP   |
|       | Ministre de l'Armement                                        |  | Charles Tillon          | PCF   |
|       | Ministre des Affaires étrangères                              |  | Georges Bidault         | MRP   |
|       | Ministre de l'Agriculture                                     |  | François Tanguy-Prigent | SFIO  |
|       | Ministre de la Reconstruction et de l'Urbanisme               |  | François Billoux        | PCF   |
|       | Ministre des Transports et Travaux publics                    |  | Jules Moch              | SFIO  |
|       | Ministre de l'Éducation nationale                             |  | Marcel-Edmond Naegelen  | SFIO  |
|       | Ministre de la France d’Outre-Mer                             |  | Marius Moutet           | SFIO  |
|       | Ministre de l'Économie nationale et des Finances              |  | André Philip            | SFIO  |
|       | Ministre de la Défense nationale                              |  | Félix Gouin             | SFIO  |
|       | Ministre du Travail et de la Sécurité sociale                 |  | Ambroise Croizat        | PCF   |
|       | Ministre des Postes, Télégraphes et Téléphones                |  | Jean Letourneau         | MRP   |
|       | Ministre de la Production industrielle                        |  | Marcel Paul             | PCF   |
|       | Ministre de la Santé publique et de la Population             |  | Robert Prigent          | MRP   |
|       | Ministre du Ravitaillement                                    |  | Henri Longchambon       | SE    |
|       | Ministre des Anciens combattants et des Victimes de la guerre |  | Laurent Casanova        | PCF   |

### Sous-secrétaires d'Etat
| Image | Fonction                                      | Ministre de rattachement                         |  | Nom             | Parti |
| ----- | --------------------------------------------- | ------------------------------------------------ |  | --------------- | ----- |
|       | Sous-secrétaire d'État à l'Information        | Président du Gouvernement provisoire             |  | Gaston Defferre | SFIO  |
|       | Sous-secrétaire d'État à l'Économie nationale | Ministre de l'Économie nationale et des Finances |  | Albert Gazier   | SFIO  |
|       | Sous-secrétaire d'État au Travail             | Ministre du Travail et de la Sécurité sociale    |  | Marius Patinaud | PCF   |
|       | Sous-secrétaire d'État au Charbon             | Ministre de la Production industrielle           |  | Auguste Lecœur  | PCF   |

## Ajustement

### Ajustement du 6 février 1946
- Sous-secrétaire d'État auprès du ministre des Affaires étrangères, chargé des Affaires étrangères : Pierre Schneiter (MRP)

- Sous-secrétaire d'État auprès du ministre de la Santé publique et de la Population, chargé de la Santé : Pierre Pflimlin (MRP)